# Morlincourt
Morlincourt település Franciaországban, Oise megyében. Lakosainak száma 513 fő (2022. január 1.). Morlincourt Noyon, Pontoise-lès-Noyon, Salency és Varesnes községekkel határos.

## Népesség
A település népességének változása:
| Lakosok száma | 501  | 512  | 536  | 538  | 540  | 542  | 538  | 526  | 513  |
|               | 2013 | 2015 | 2016 | 2017 | 2018 | 2019 | 2020 | 2021 | 2022 |